# Huiscolco
Huiscolco es una de las 51 localidades pertenecientes al municipio de Tabasco (municipio), Zacatecas.
Se localiza en las coordenadas 21°89 Norte -102°94 Oeste. A 4 km de la cabecera municipal.
Se encuentra a una altitud de 1565 metros sobre el nivel del mar.
Su población apenas alcanza los 650 habitantes, los cuales se dedican en su mayoría a la agricultura menor.

## Toponimia
Del nahuatl huitztli, espina ó colotli, varas espinosas y co, desinencia de lugar. Huitzcolco. La etimología da, en el lugar de varas espinosas, o también coloquialmente lugar de huizcolotes. 

## Geografía

### Relieve[6]
La comunidad de Huiscolco se encuentra a una altitud de 1565 metros sobre el nivel del mar (m s. n. m.). Su topografía se caracteriza por un valle de tipo intermontano con presencia de lomeríos, y no cuenta con elevaciones significativas en su paisaje.

### Hidrografía[6]
La comunidad de Huiscolco se enriquece con diversos recursos hídricos que desempeñan un papel de gran relevancia en el ciclo hidrológico local. Entre estos, se destacan dos arroyos intermitentes de especial importancia: el arroyo "El Aguacate" y el arroyo "La Cantera", este último conocido coloquialmente como también como "arroyo grande". Estos elementos geográficos no solo añaden atractivo al entorno visual y ecológico, sino que también desempeñan un papel esencial en el ecosistema local. Sus cauces intermitentes, que transportan y distribuyen agua en periodos específicos, ejercen una influencia determinante en la vida vegetal, animal y en los procesos naturales de la región.
Además, destaca la presencia de la Presa Huiscolco como uno de los cuerpos de agua más importantes del municipio.

## Demografía
La población de la comunidad de Huiscolco ha experimentado variaciones a lo largo del tiempo, como se refleja en la siguiente tabla. Se observa un punto máximo en la década de los 60, según los datos recopilados de diversos censos de población llevados a cabo en los últimos años. Estos datos se encuentran disponibles para su consulta en el sitio oficial del Instituto Nacional de Estadística y Geografía (INEGI).
| Año del CENSO | Hombres | Mujeres | Población total |
| ------------- | ------- | ------- | --------------- |
| 1910          | 355*    | 351     | 706*            |
| 1921          | 386     | 371     | 757             |
| 1930          | 351     | 328     | 679             |
| 1940          | 320     | 287     | 607             |
| 1950          | 383     | 397     | 780             |
| 1960          | 448     | 447     | 895             |
| 1970          | 372**   | 393**   | 765             |
| 1980          | 372     | 402     | 774             |
| 1990          | 421     | 456     | 877             |
| 2000          | 331     | 386     | 717             |
| 2010          | 298     | 334     | 632             |
| 2020          | 310     | 342     | 652             |

*Nota 1: Número ilegible derivado de la digitalización del documento para el reconocimiento óptico de caracteres. (OCR)
**Nota 2: Información no disponible, cálculo realizado utilizando los datos demográficos disponibles y el porcentaje de población distribuida por sexo utilizando el grupo de tamaño poblacional según el número de habitantes. 

## Tradiciones
En esta localidad, las festividades celebradas son:
- 25 de julio, Fiesta de Santo Santiago

Celebración de tipo religiosa donde fieles las imagen de Santiago apóstol llegan de varias partes de la región a visitar la imagen del santo. Cabe hacer énfasis en que en esta comunidad hay dos imágenes de santo santiago, la primera se encuentra en la capilla del lugar; la segunda es una imagen perteneciente a una familia.

Este día la gente aprovecha para visitar ambas imágenes.

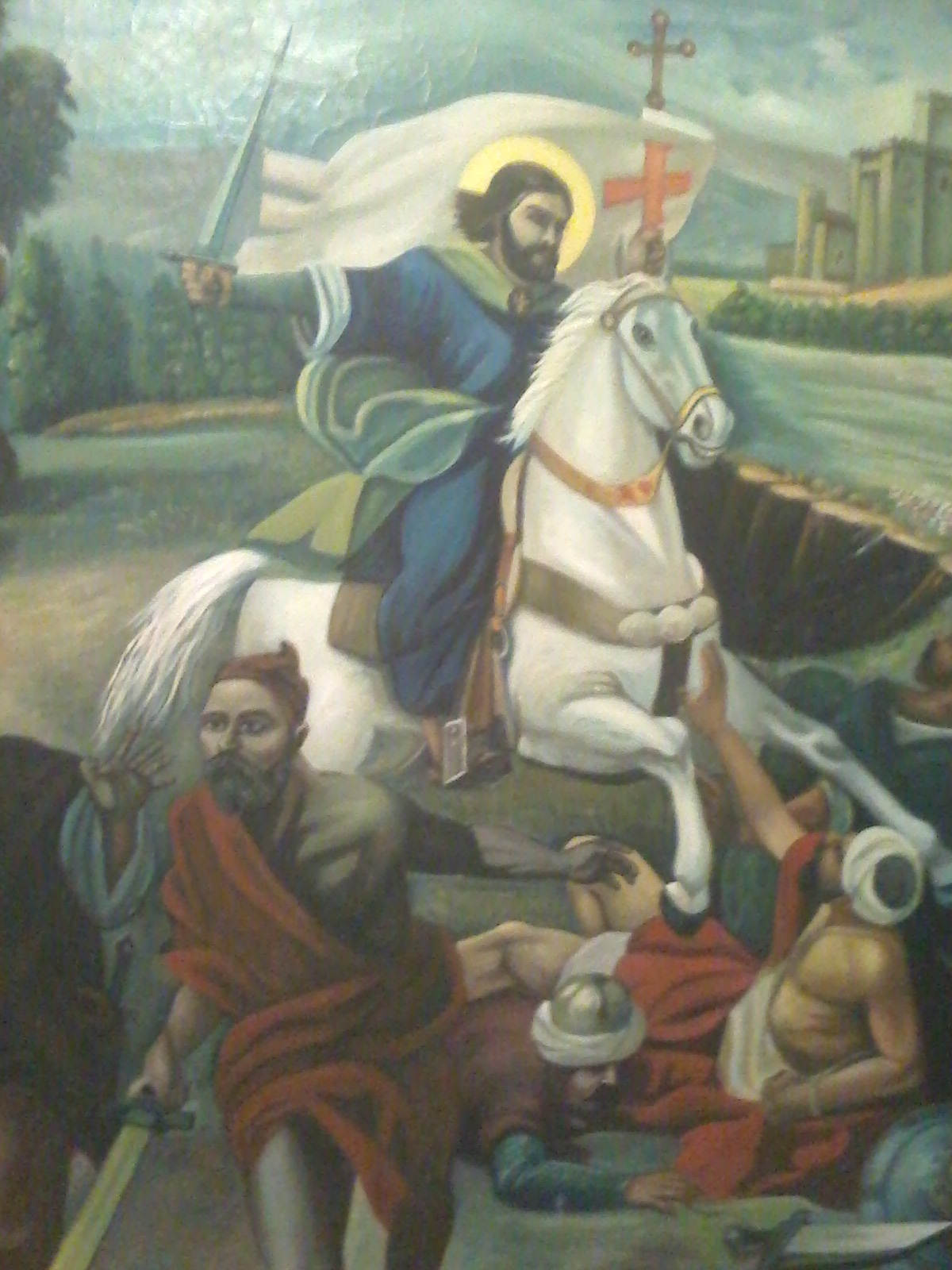
Pintura ubicada en capilla de Huiscolco

- Semana Santa, Las carreras

Aparte de las ceremonias características de la Semana Santa, en esta localidad también se llevan a cabo otras actividades como lo son las carreras; los 3 días santos las personas de la comunidad se dirigen al "zapote", punto donde se realizan estas carreras, ahí varios corredores compiten para ver quien es el mejor.

Esta tradición es una de las más arraigadas en esta comunidad, hay quienes dicen que se lleva realizando más de 100 años.

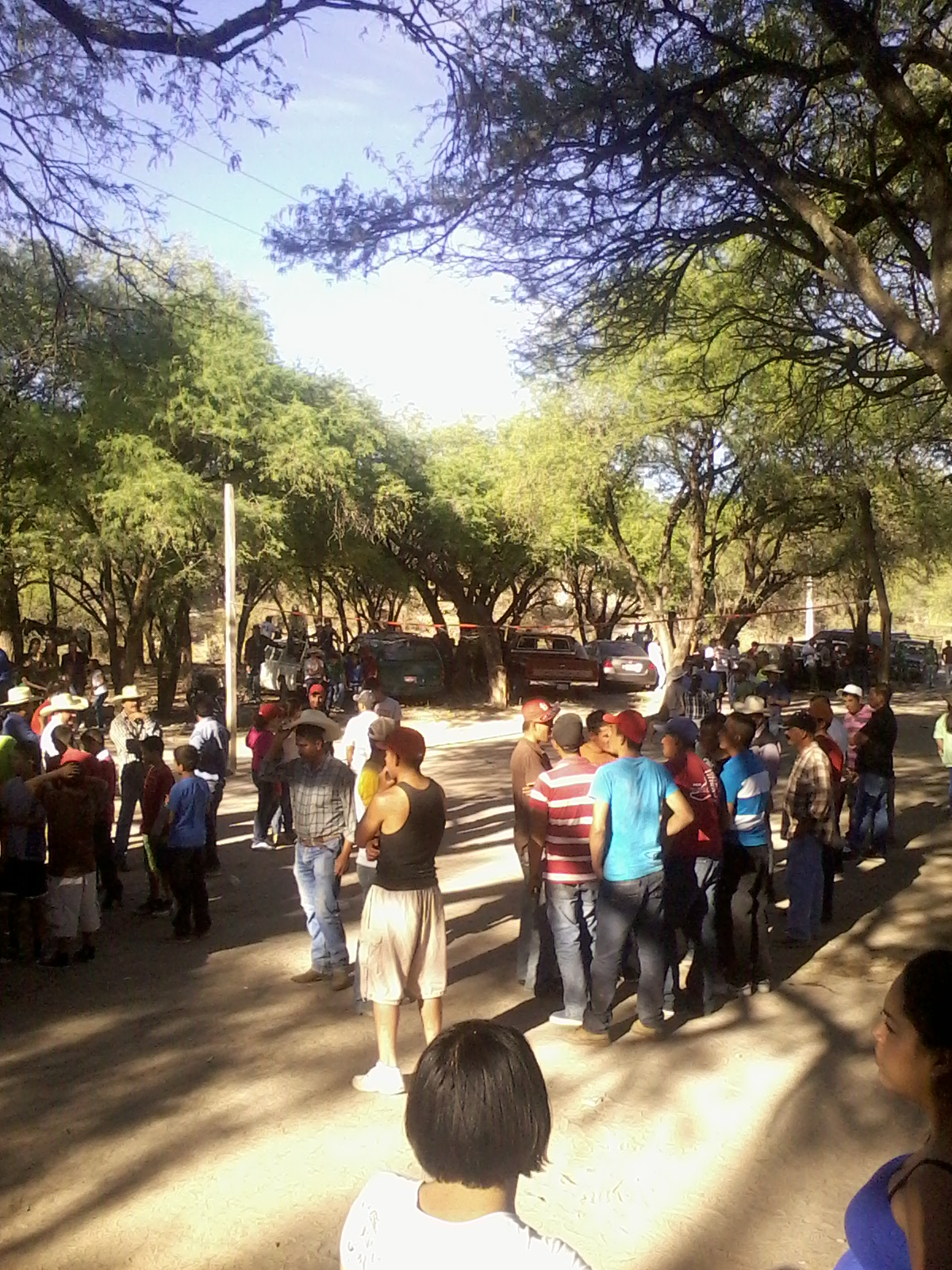
Carreras

- 10 de mayo, Danza a la santa cruz

Este día coincide con la celebración del día de las madres, la celebración de la fiesta de la Santa Cruz, tiene su origen en la Fe cristiana tiene el propósito de venerar la cruz como máximo símbolo del cristianismo, es un día especial en el que varias personas le bailan al ritmo de sones de violín y guitarra.

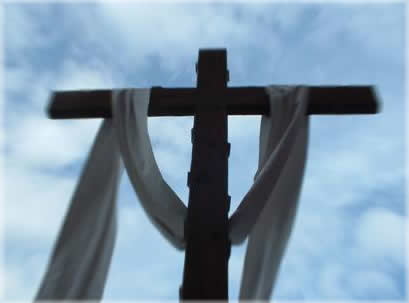
Celebración a la santa cruz Huiscolco